# Dasyomma wirthi
Dasyomma wirthi är en tvåvingeart som beskrevs av Coscaron 1995. Dasyomma wirthi ingår i släktet Dasyomma och familjen bäckflugor. Inga underarter finns listade i Catalogue of Life.